# Tails (hệ điều hành)
Tails (The Amnesic Incognito Live System) là một hệ điều hành, một bản phân phối Linux dựa trên Debian tập trung vào an ninh nhằm bảo vệ sự riêng tư và ẩn danh. Tất cả các kết nối đi của nó buộc phải đi qua Tor, và kết nối trực tiếp (không giấu tên) đều bị chặn. Hệ thống được thiết kế để được khởi động như một DVD live hoặc live USB, và sẽ không để lại dấu vết (dấu chân kỹ thuật số) trên máy tính trừ khi có yêu cầu làm như vậy. Dự án Tor đã cung cấp hỗ trợ tài chính cho sự phát triển của Tails.

## Lịch sử
Tails phát hành lần đầu ngày 23/6/2009. Nó là phiên bản tiếp theo của phát triển trên Incognito, một bản phân phối dựa trên Gentoo. Tor Project đã hỗ trợ tài chính cho việc phát triển dự án. Tails cũng nhận được các khoản tài trợ từ Debian Project, Mozilla, và Freedom of the Press Foundation.
Laura Poitras, Glenn Greenwald, và Barton Gellman đã từng nói rằng Tails là một công cụ quan trọng mà họ sử dụng trong công việc của họ ở Cơ quan An ninh Quốc gia (NSA) cùng Edward Snowden.
Ngày 3/7/2014, kênh truyền hình công cộng Đức Das Erste báo cáo rằng hệ thống giám sát XKeyscore của NSA có thông tin của những người tìm kiếm Tails qua các công cụ tìm kiếm hoặc truy cập vào trang web của Tails. Một nhận xét trong mã nguồn của XKeyscore gọi Tails "a comsec mechanism advocated by extremists on extremist forums".
Ngày 28/12/2014, Der Spiegel xuất bản một slide từ một bản thuyết trình nội bộ của NSA đề tháng 6/2012 trong đó NSA xem Tails là một "mối đe dọa lớn" cho sứ mệnh của mình, và khi được sử dụng kết hợp với các công cụ bảo mật khác như OTR, Cspace, RedPhone, và TrueCrypt đã được xếp hạng là "thảm họa" dẫn đến việc "gần như mất hoàn toàn/thiếu khả năng để kiểm soát các luồng thông tin..."

## Lịch sử phát hành
| Chú giải:Phiên bản cũPhiên bản mới nhấtRa mắt trong tương lai |

| Lịch sử phát hành | Lịch sử phát hành | Lịch sử phát hành | Lịch sử phát hành |
| Phiên bản         | Ngày phát hành    | Ghi chú |                   |
| ----------------- | ----------------- | --- | ----------------- |
| 0.2               | 23/6/2009         | - Phát hành công khai đầu tiên. - Dự đán được gọi là Amnesia.                                                                               |                   |
| 0.5               | ?                 | - Phát hành đầu tiên từ khi dự án được đổi tên thành The Amnesic Incognito Live System.                                                     |                   |
| 1.0               | 29/4/2014         | - Phiên bản ổn định thứ 36. |                   |
| 1.5               | ?                 | - Vô hiệu truy cập vào mạng nội bộ thông qua Tor Browser.                                                                                   |                   |
| 1.7               | ?                 | - Thay Claws Mail bằng Icedove, dựa trên Mozilla Thunderbird. - Cho phép khởi động Tails trong chế độ offilne, với kết nối mạng bị vô hiệu. |                   |
| 2.0               | 26/1/2016         | - Nó dựa trên Debian 8 và bao gồm môi trường desktop Gnome shell mới, systemd, và một tình xử lý cài đặt mới.                               |                   |
| 2.2               | ?                 | - Kích hoạt tính năng xem DVD được bảo vệ DRM. - Bổ sung một giao diện "Onion Circuits" để hiển thị các thông tin Tor routing.              |                   |
| 2.4               | 7/6/2016          | - Tự động cấu hình Icedove, harden kernel và firewall, cập nhật DRM và thư viện đồ họa Mesa. - Phiên bản mới của Tor Browser.               |                   |
| 2.5               | 2/8/2016          | |                   |
| 2.6               | 20/9/2016         | |                   |
| 2.7               | 15/11/2016        | |                   |
| 2.10              | 24/01/2017        | |                   |
| Phiên bản         | Ngày phát hành    | Ghi chú |                   |

## Bảo mật
Tails xoá sạch dữ liệu ram và cache khi tải lên một nhân kernel mới và xoá sạch phân vùng bộ nhớ máy ảo Tails. Tails có thể bị nghe lén dữ liệu qua ram trước khi dữ liệu bị xoá,có một lỗ hổng rất khó khắc phục mà các chuyên gia đã phát hiện trên Tails OS thuộc loại lỗ hổng"zero-day".

## Chuyện bên lề
Edward Snowden, một cựu nhân viên của NSA bị cáo buộc là gián điệp hai mang cho Trung Quốc và Mỹ, Showden được nhiều người dân ca ngợi khi tiết lộ cách thức chính phủ My theo dõi các hoạt động của đối phương trước toàn thế giới, anh ta đã dùng Tails để làm những điều bí mật qua mặt NSA.